# Itteringham
Itteringham is een civil parish in het bestuurlijke gebied North Norfolk, in het Engelse graafschap Norfolk met 125 inwoners.